# And the Show Goes On
And the Show Goes On ist ein indischer Dokumentarfilm von Mrinal Sen aus dem Jahr 1996. Der Film entstand im Rahmen der vom British Film Institute produzierten 18-teiligen Reihe „The Century of Cinema“ mit Unterstützung der indischen National Film Development Corporation. Er hatte auf dem Filmfestival von Venedig 1996 Premiere.

## Inhalt
In einem Filmessay erörtert der Regisseur mit Hilfe von Interviewschnipseln und Filmausschnitten die Entwicklung und das Wesen des indischen Kinos. Ohne zu einer klaren und eindeutigen Antwort zu gelangen, gibt der Film die Ansichten der Interviewten und Mrinal Sens wider. Erörtert werden unter anderem die Streitfrage des Vorhandenseins eines indischen Nationalkinos, die Bedeutung von religiöser Mythologie und Musik, die Finanzierung der privaten indischen Hauptfilmindustrien des Hindi-, Tamil-, Telugu- und Malayalam-Films, die staatliche Filmförderung, das Verhältnis zwischen Fiktion und Realität sowie den Publikumserwartungen und dem Anspruch des Regisseurs. Besondere Erwähnung aus historischem Aspekt erhalten die Regisseure D. G. Phalke, Debaki Bose, V. Shantaram, P. C. Barua, Satyajit Ray und Manmohan Desai.

## Personen
Die Interviewten in der Reihenfolge ihres Auftretens:
- B. K. Karanjia, Journalist, Autor und Herausgeber, ehem. Vorsitzender der staatlichen Film Finance Corporation
- Girish Karnad, Autor, Schauspieler und Regisseur, Direktor des Film and Television Institute of India
- Chidananda Dasgupta, Filmkritiker und Regisseur
- Dhritiman Chatterjee, Schauspieler
- N. V. K. Moorthy, Filmhistoriker, Direktor des Film and Television Institute of India
- Ashoke Viswanathan, Regisseur
- Suresh Chabria, Filmwissenschaftler, Leiter des National Film Archive of India
- Randor Guy, Filmhistoriker und Autor
- Shyam Benegal, Regisseur
- Amit Khanna, Produzent
- Mrinal Sen, Regisseur
- Shashi Kapoor, Schauspieler und Produzent
- Samik Bandyopadhyay, Filmkritiker, Autor und Filmhochschulleiter
- Mani Ratnam, Regisseur

## Filmausschnitte
Ausschnitte aus den folgenden Filmen sind zu sehen:
- Pather Panchali (Satyajit Ray, Bengali, 1955)
- Shri Krishna Janma (D. G. Phalke, stumm, 1918)
- Kaliya Mardan (D. G. Phalke, stumm, 1919)
- Sant Tukaram (S. Fattelal und V. G. Damle, Marathi, 1936)
- Hum Aapke Hain Kaun (Sooraj R. Barjatya, Hindi, 1994)
- Mughal-e-Azam (K. Asif, Urdu, 1960)
- Saptapadi (Ajoy Kar, Bengali, 1961)
- Naya Daur (B. R. Chopra, Hindi, 1957)
- Netru Indru Nalai (P. Neelakantan, Tamil, 1974)
- Ram Lakhan (Subhash Ghai, Hindi, 1989)
- Jaan (Raj Kanwar, Hindi, 1996)
- Chandralekha (S. S. Vasan, Tamil, 1948)
- Kalpana (Uday Shankar, Hindi, 1948)
- Chinnamul (Nemai Ghosh, Bengali, 1950)
- Awaara (Raj Kapoor, Hindi, 1951)
- Shri 420 (Raj Kapoor, Hindi, 1955)
- Do Bigha Zamin (Bimal Roy, Hindi, 1953)
- Apu-Trilogie (Satyajit Ray, Bengali, 1955–59)
- Ajantrik (Ritwik Ghatak, Bengali, 1958)
- Baishey Shravan (Mrinal Sen, Bengali, 1960)
- Kaagaz Ke Phool (Guru Dutt, Hindi, 1959)
- Mother India (Mehboob Khan, Hindi, 1957)
- Bhuvan Shome (Mrinal Sen, Hindi, 1969)
- Uski Roti (Mani Kaul, Hindi, 1970)
- Ankur (Shyam Benegal, Hindi, 1973)
- Elippathayam (Adoor Gopalakrishnan, Malayalam, 1981)
- Garam Hawa (M. S. Sathyu, Urdu, 1973)
- Grihajuddha (Buddhadeb Dasgupta, Bengali, 1982)
- Piravi (Shaji N. Karun, Malayalam, 1988)
- Coolie (Manmohan Desai, Hindi, 1983)
- Roja (Mani Ratnam, Tamil, 1993)
- Tamas (Govind Nihalani, Hindi, 1987)